# Horror Hotel
Horror Hotel is een computerspel dat werd ontwikkeld door de Nederlander John Vanderaart van het Nederlandse softwarehuis Radarsoft. Het spel werd uitgebracht in 1985 uitgebracht voor de Commodore 64. Het spel is een Nederlandse tekstadventure waarbij de hoofdpersoon met simpele opdrachten via het toetsenbord bestuurd kan worden. 
In 1988 werd het spel heruitgegeven voor MS-DOS. 